# Ларньи-сюр-Отон
Ларньи-сюр-Отон (фр. Largny-sur-Automne) — коммуна во Франции, находится в регионе Пикардия. Департамент коммуны — Эна. Входит в состав кантона Вилле-Котре. Округ коммуны — Суассон.
Код INSEE коммуны — 02410.

## Население
Население коммуны на 2010 год составляло 234 человека.
| 1962 | 1968 | 1975 | 1982 | 1990 | 1999 | 2010 |
| ---- | ---- | ---- | ---- | ---- | ---- | ---- |
| 316  | 288  | 319  | 250  | 244  | 259  | 234  |

## Экономика
В 2010 году среди 156 человек трудоспособного возраста (15—64 лет) 119 были экономически активными, 37 — неактивными (показатель активности — 76,3 %, в 1999 году было 73,4 %). Из 119 активных жителей работали 109 человек (54 мужчины и 55 женщин), безработных было 10 (8 мужчин и 2 женщины). Среди 37 неактивных 17 человек были учениками или студентами, 9 — пенсионерами, 11 были неактивными по другим причинам.